# دیوید جی. شوارتز
دیوید جوزف شوارتز، جونیور (به انگلیسی: David J. Schwartz) (۲۳ مارس ۱۹۲۷–۶ دسامبر ۱۹۸۷) نویسنده و مربی انگیزشی آمریکایی بود، که بیشتر به خاطر نوشتن کتاب جادوی فکر بزرگ در سال ۱۹۵۹ شناخته شد. وی استاد بازاریابی، رئیس گروه و رئیس امور مالی مصرف‌کننده در دانشگاه ایالتی جورجیا بود.